# Эгмонт, Флорис
Флорис ван Эгмонт (нидерл. Floris van Egmont; ок. 1470 — 25 октября 1539), граф ван Бюрен и Лердам — военачальник и государственный деятель Габсбургских Нидерландов.

## Биография
Сын Фредерика ван Эгмонта, графа ван Бюрена и Лердама, и Алейды ван Кулемборг.
В 1490 году стал камергером эрцгерцога Филиппа Красивого. Сопровождал его в Испании в 1501—1503.
В 1505 году на капитуле в Мидделбурге принят в рыцари ордена Золотого руна. В следующем году стал членом совета при Маргарите Австрийской.
В 1507—1511 годах был статхаудером Гельдерна, захваченного Габсбургами. После приобретения эрцгерцогом Карлом части Фрисландии, стал в 1515 году первым статхаудером этой провинции. Боролся с партией сторонников герцога Гельдернского.
В ходе Итальянской войны 1521—1526 годов в 1522 году командовал фламандскими частями в войне против Франции, захватил Дуллан, и вместе с англичанами дошёл до Корби. В следующем году также произвёл глубокое вторжение, взяв несколько городов, и остановившись в одиннадцати часах пути от Парижа.
В 1528 году успешно воевал против герцога Гельдернского. С 1531 года был членом государственного совета Нидерландов. В 1536 году активно участвовал в заключении договора между Карлом V и герцогом Гельдернским. 
Во время Итальянской войны 1536—1538 годов в 1537 году был назначен лейтенантом и капитан-генералом Карла V в Нидерландах. Командовал армией, вторгшейся во Францию, в июне захватил и полностью сжёг Сен-Поль, устроив там резню, затем взял Монтрёй, а после осадил Теруан. Армия коннетабля Монморанси готовилась дать сражение под стенами города, когда пришло известие о заключении 30 июля перемирия в Бомми-ле-Теруане.

## Семья

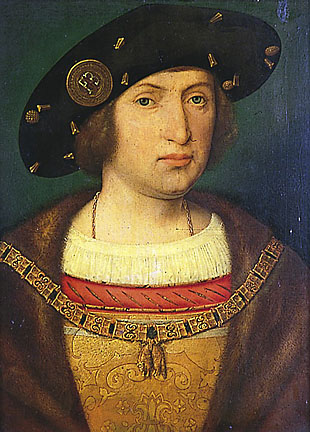
Флорис ван Эгмонт. Неизвестный автор. Около 1520—1530

Жена (контракт 12.10.1500): Маргарета ван Берген (1481—1551), дочь Корнелиса ван Бергена, владетеля Зюйд-Польсбрука, адмирала Нидерландов, рыцаря ордена Золотого руна, и Марии Маргариты ван Зевенберген
Дети:
- Максимилиан ван Эгмонт (1509 — 23 или 23.12.1548), граф ван Бюрен и Лердам. Жена (1519): Франсуаза де Ланнуа (ум. 1562), дочь Гуго де Ланнуа, сеньора де Вааньи, и Марии де Бушу
- Анна ван Эгмонт (ум. 1574). Муж 1) (контракт 26.08.1523): Жозеф де Монморанси (ум. 1530), сеньор де Нивель; 2) граф Ян II ван Хорн (1470/75—1540)
- Вальбурга ван Эгмонт (ум. 12.04.1547). Муж (26.08.1523): Роберт II де Ла Марк, сеньор д'Аренберг (1506—1536)